# 御澤神社
御澤神社（おさわじんじゃ）は滋賀県東近江市上平木町にある神社。

## 祭神
- 市杵島媛命（国常立尊）
- 弁財天
- 八大竜王
- 遣龍仁
- 聖徳太子
- 芦摩千地
- 芦摩都地

## 祭事
毎月第三日曜日　月次祭　
・1月1日　初詣・元旦祭　
・1月第３日曜日　初釜　
・2月3日　節分祭
・6月第3日曜日　夏越祭
・8月22日　例大祭
・11月第3日曜日　新嘗祭
・12月第3日曜日　大赦祭
・12月31日　除夜祭
現地情報

## 現地情報

### 所在地
- 滋賀県東近江市上平木町1319-1

### アクセス
公共交通機関
- JR琵琶湖線「近江八幡駅」下車
- バス「平木」より徒歩10分

車
- 名神高速道路・八日市ICより車で約30分